# Südbrücke (Wuppertal)
Die Südbrücke (Teils auch als „Brücke Südstraße“ bezeichnet) ist eine Straßenbrücke in Wuppertal über die Trasse der Bahnstrecke Düsseldorf–Elberfeld. Als Verbindung von der Kreuzung Bahnhofstraße, Hoeftstraße und der Südstraße auf der nördlichen Seite mit der Fortführung der Südstraße auf der südlichen Seite ist sie eine wichtige Verkehrsverbindung vom Zentrum des Stadtteils Elberfeld zur Südstadt, der Bergischen Universität und den südlichen Stadtteilen Cronenberg und Ronsdorf.

## Bauwerk
Die Südbrücke ist zirka 30 Meter breit und 45 Meter lang. Von der Brücke besteht ein Zugang zu den S-Bahn-Gleisen am Bahnhof Steinbeck. Am südlichen Ende der Brücke befindet sich der markante Wasserturm des Steinbecker Bahnhofs.

## Geschichte
Die derzeitige Brücke wurde 1963 als einfeldrige Spannbetonbrücke erbaut. Die Erneuerung der alten Brücke war zum einen erforderlich, weil sie wegen der Elektrifizierung der Bahntrasse höher gelegt werden musste. Andererseits wurde die neue Südbrücke zeitgleich auf sechs Fahrspuren verbreitert.
Die Südbrücke ist Teil des Südstraßenrings, der im Jahr 2007 neu gestaltet wurde. Die neue Verkehrsplanung wurde aus der Sicht der Stadtplaner notwendig, um den wachsenden Verkehrsströmen gerecht zu werden. Durch die neue Straßenführung wird der Südstraßenring nicht mehr als Einbahnstraße befahren, sondern in beiden Richtungen. Die Südbrücke selbst musste dabei nachhaltig instand gesetzt werden, dabei wurden die Gehwege erneuert und an der Überbauuntersicht Betoninstandsetzungsarbeiten durchgeführt. Diese Arbeiten waren notwendig, da bei der Bauwerkserstellung die Betonüberdeckung der Bewehrung zu gering ausgefallen war. Weiterhin wies die 1984 aufgebrachte Spritzbetonschale in Teilbereichen hohl klingende Stellen und Abplatzungen auf. Die Instandsetzungsarbeiten wurden in zwei Bauabschnitten für je zwei Monate im Sommer 2008 durchgeführt. Die Gesamtkosten wurden im Vorfeld auf 300.000 Euro geschätzt.
Im November 2008 wurden erneut massive Schäden im Innern des Bauwerks bei einer routinemäßig durchgeführten Brückenüberprüfung festgestellt. In zwei der insgesamt sieben Brücken-Hohlkästen war der Beton abgebrochen und abgeplatzt. Es wurden vorsorglich Abschnitte der Brücke abgesperrt und dann mit rutschfesten Stahlplatten provisorisch versehen. Die Instandsetzung erfolgte 2009. Die Stahlplatten wurden im April 2010 wieder entfernt.

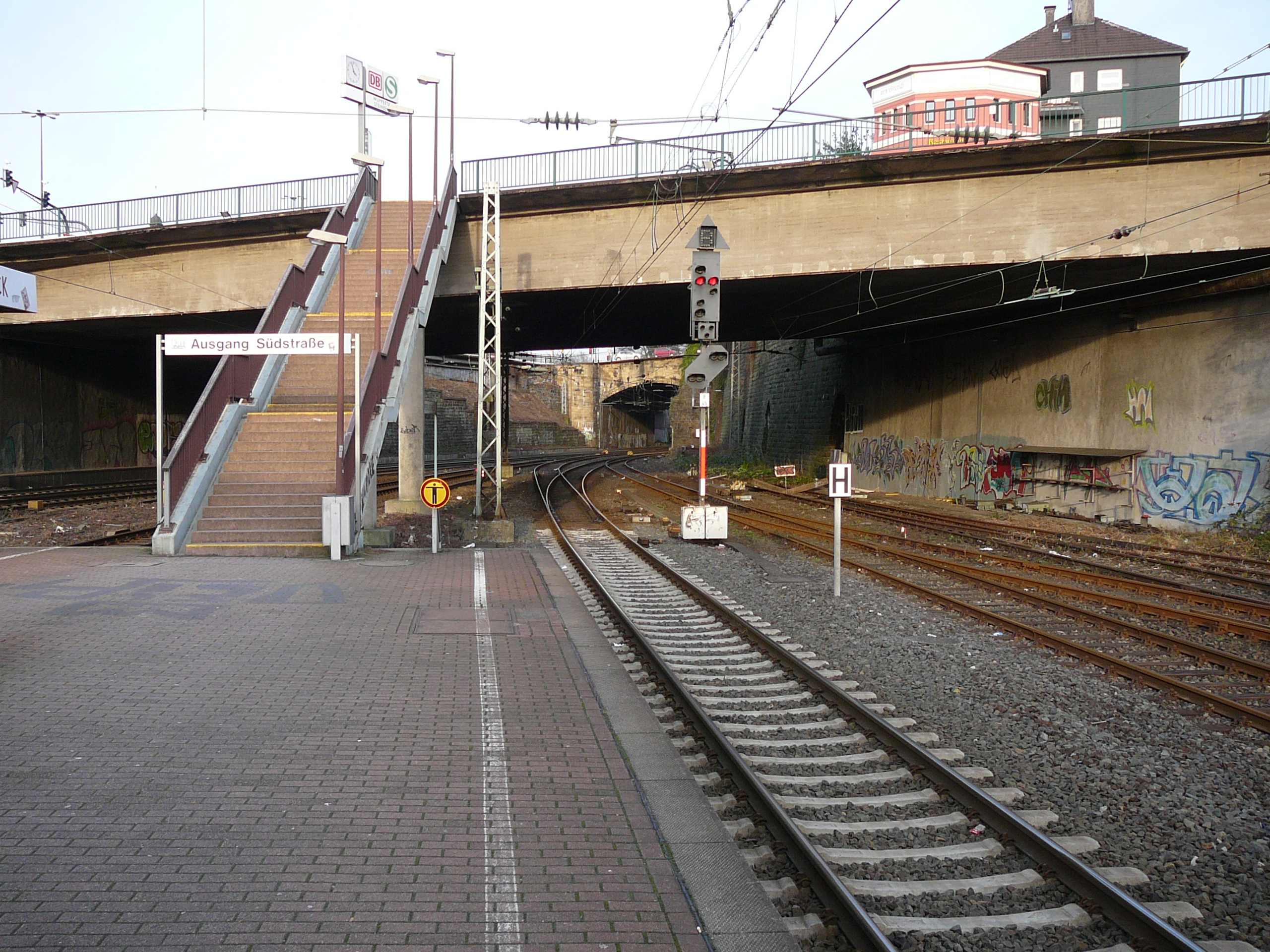
Die Sicht von Westen, von der Bahntrasse aus gesehen
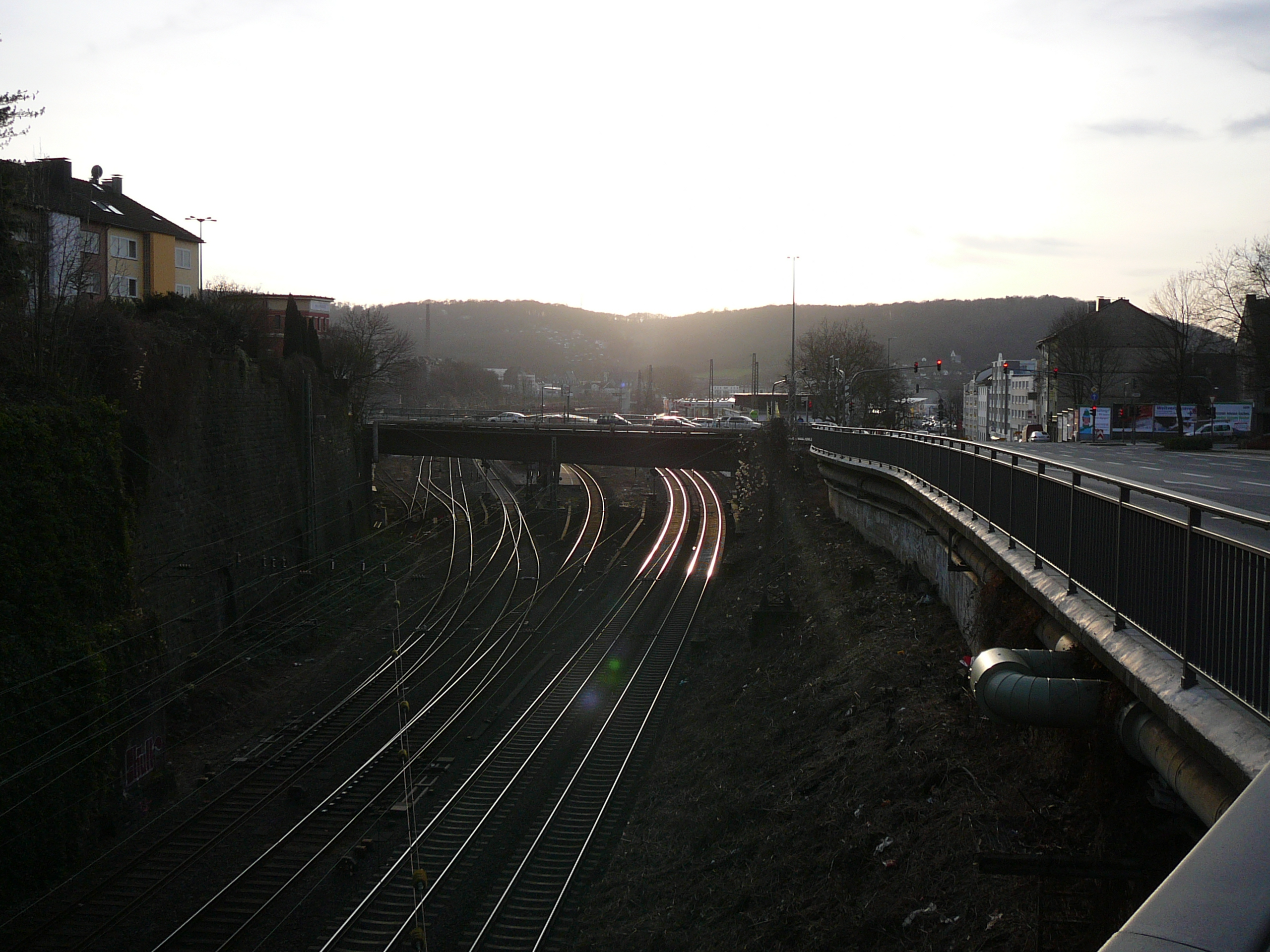
Die Sicht von Osten, von der Kölner Straße aus gesehen
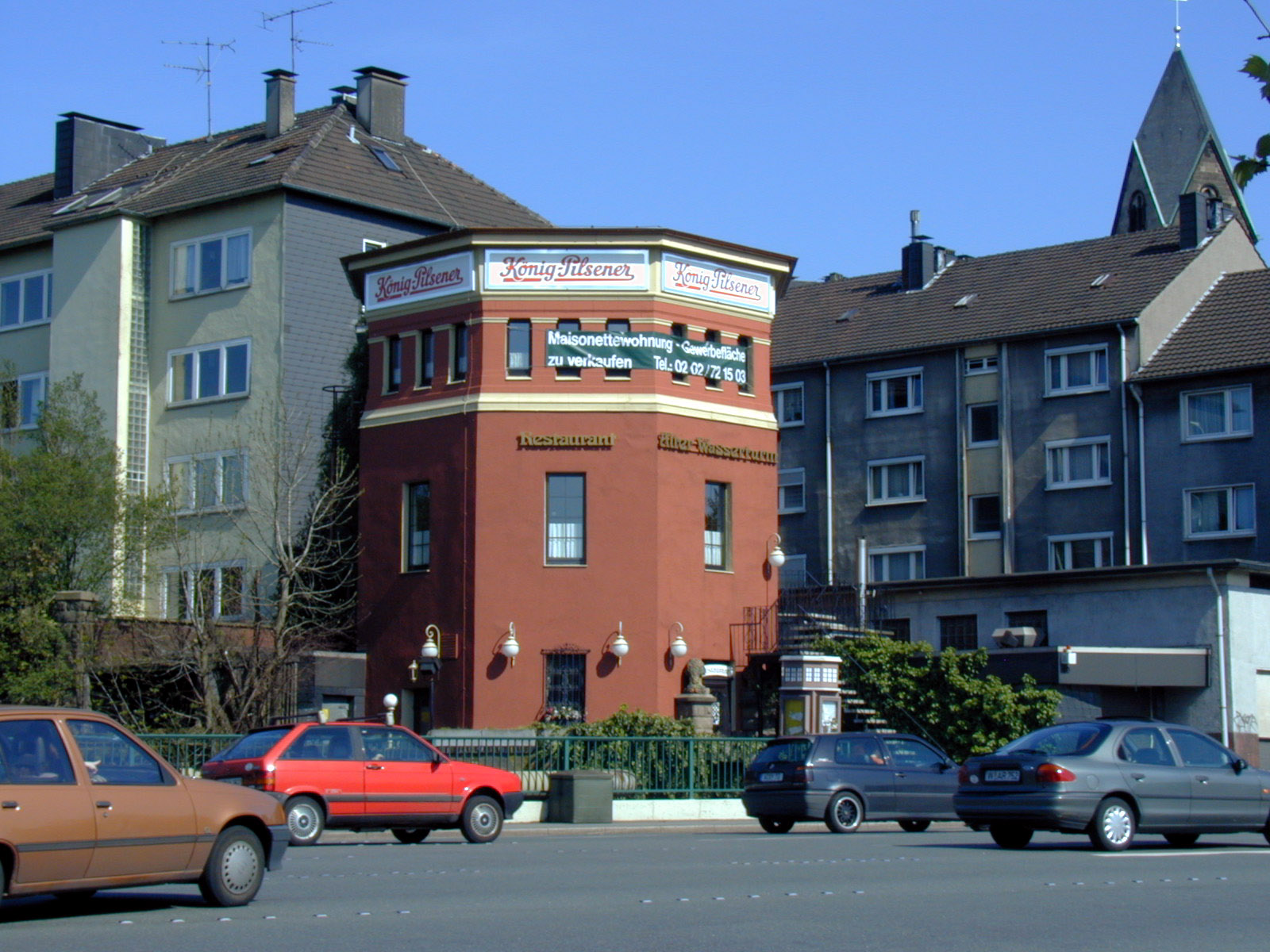
Blick über die Brücke auf den Wasserturm des Steinbecker Bahnhofs